# Jô (rivière)
Pour les articles homonymes, voir Jô.
Le Jô est une  rivière du sud de la France dans le département Haute-Garonne dans la région Occitanie est un affluent de la Garonne.

## Géographie
D'une longueur de 17,3 km
Elle prend sa source sur la commune de Saint-Gaudens, et se jette dans la Garonne à Lestelle-de-Saint-Martory. Sa vallée est empruntée par l'autoroute A64 entre le péage de Lestelle et Saint-Gaudens. 

## Département communes traversées
Dans le seul département de Haute-Garonne, le Jô traverse sept communes : Saint-Gaudens, Castillon-de-Saint-Martory, Landorthe, Saint-Médard, Lieoux, Beauchalot, Lestelle-de-Saint-Martory.

## Hydrologie

### Affluents
Le Jô a 14 affluents référencés dont les principaux sont :
- le Ruisseau de la Grelette : 1,6 km ;
- la Goutte : 1,8 km.